# Port lotniczy Ua Pou
Port lotniczy Ua Pou – port lotniczy położony na wyspie Ua Pou, należącej do Polinezji Francuskiej.

## Linie lotnicze i połączenia
| Linia Lotnicza | Kierunek                          |
| -------------- | --------------------------------- |
| Air Tahiti     | 1. Atuona 2. Nuku Hiva 3. Ua Huka |